# Podział administracyjny Jamajki

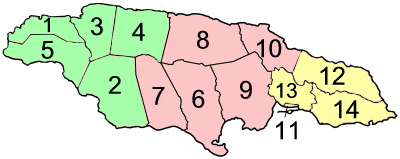
Podział Jamajki

Jamajka jest podzielona na 3 hrabstwa, a te na 14 regionów (gmin).
- Hrabstwo Cornwall (stolica Montego Bay) – zielony
- Hrabstwo Middlesex (stolica Spanish Town) – różowy
- Hrabstwo Surrey (stolica Kingston) – żółty

## Podział
|                    | Region          | Obszar km² | Populacja 2001 | Stolica         |
| Hrabstwo Cornwall  |                 |            |                |                 |
| 1                  | Hanover         | 450,4      | 67 037         | Lucea           |
| 2                  | Saint Elizabeth | 1 212,4    | 146 404        | Black River     |
| 3                  | Saint James     | 594,9      | 175 127        | Montego Bay     |
| 4                  | Trelawny        | 874,6      | 73 066         | Falmouth        |
| 5                  | Westmoreland    | 807,0      | 138 947        | Savanna-la-Mar  |
| Hrabstwo Middlesex |                 |            |                |                 |
| 6                  | Clarendon       | 1 196,3    | 237 024        | May Pen         |
| 7                  | Manchester      | 830,1      | 185 801        | Mandeville      |
| 8                  | Saint Ann       | 1 212,6    | 166 762        | Saint Ann’s Bay |
| 9                  | Saint Catherine | 1 192,4    | 482 308        | Spanish Town    |
| 10                 | Saint Mary      | 610,5      | 111 466        | Port Maria      |
| Hrabstwo Surrey    |                 |            |                |                 |
| 11                 | Kingston        | 21,8       | 96 052         | Kingston        |
| 12                 | Portland        | 814,0      | 80 205         | Port Antonio    |
| 13                 | Saint Andrew    | 430,7      | 555 828        | Half Way Tree   |
| 14                 | Saint Thomas    | 742,8      | 91 604         | Morant Bay      |
|                    | Jamajka         | 10 990,5   | 2 607 631      | Kingston        |

## Historia
Parafie były elementem administracji lokalnej na Jamajce odkąd wyspa została podbita przez Anglię w 1655. Od początku historii Jamajka miała pewną liczbę parafii, z których część obecnie nie istnieje (obecnie zostały włączone w istniejące parafie, bądź rozdzielone między sąsiadujące parafie). Najwięcej parafii było w 1865, Jamajka miała ich 22 (aktualne 14 plus wymienione na poniższej liście). Aktualny wykaz parafii został ustalony w 1867 przez eliminację 8 parafii.
Lista zlikwidowanych parafii według hrabstw:
Surrey:
- Port Royal (został podzielony między Kingston i Saint Andrew)
- Saint George (został podzielony między Saint Mary i Portland)
- Saint David (teraz część parafii Saint Thomas)

Middlesex:
- Metcalfe (teraz część Saint Mary)
- Saint Dorothy (teraz część Saint Catherine)
- Saint John (teraz część Saint Catherine)
- Saint Thomas w Vale (teraz część Saint Catherine)
- Vere (teraz część Clarendon)